# Ripley (Nova York)
Ripley és una concentració de població designada pel cens dels Estats Units a l'estat de Nova York. Segons el cens del 2000 tenia 1.030 habitants.

## Demografia
Segons el cens del 2000, Ripley tenia 1.030 habitants, 418 habitatges, i 285 famílies. La densitat de població era de 290,3 habitants per km².
Dels 418 habitatges en un 28,2% hi vivien nens de menys de 18 anys, en un 52,9% hi vivien parelles casades, en un 0% dones solteres, i en un 31,8% no eren unitats familiars. En el 26,6% dels habitatges hi vivien persones soles el 15,3% de les quals corresponia a persones de 65 anys o més que vivien soles. El nombre mitjà de persones vivint en cada habitatge era de 2,46 i el nombre mitjà de persones que vivien en cada família era de 2,97.
Per edats la població es repartia de la següent manera: un 25,4% tenia menys de 18 anys, un 9,1% entre 18 i 24, un 26,4% entre 25 i 44, un 21,7% de 45 a 60 i un 17,4% 65 anys o més.
L'edat mediana era de 38 anys. Per cada 100 dones de 18 o més anys hi havia 89,2 homes.
La renda mediana per habitatge era de 33.125 $ i la renda mediana per família de 37.188 $. Els homes tenien una renda mediana de 28.125 $ mentre que les dones 24.135 $. La renda per capita de la població era de 16.966 $. Entorn del 8% de les famílies i el 10,9% de la població estaven per davall del llindar de pobresa.